# مازن الجهني
مازن عياد الجهني (مواليد 19 يونيو 1995) هو لاعب كرة قدم سعودي يلعب في نادي حبونا و لعب سابقاً في نادي أحد.